# Лейман, Андрей Оскарович
Андре́й О́скарович Ле́йман (род. 13 апреля 1987) — российский легкоатлет, специалист по бегу на длинные дистанции, кроссу и марафону. Выступает на профессиональном уровне с начала 2010-х годов, многократный чемпион и призёр первенств национального значения, трёхкратный победитель Сибирского международного марафона.

## Биография
Андрей Лейман родился 13 апреля 1987 года в Киргизской ССР. Впоследствии переехал на постоянное жительство в Краснодар.
С юных лет занимался спортом в различных секциях, пробовал себя в баскетболе, затем перешёл в лёгкую атлетику. Проходил подготовку под руководством Павла Леонидовича Морозова.
Впервые заявил о себе на взрослом всероссийском уровне в сезоне 2011 года, когда выиграл весенний чемпионат России по кроссу в Жуковском в дисциплине 8 км. Позднее на чемпионате России в Чебоксарах финишировал четвёртым в полумарафоне, на осеннем чемпионате России по кроссу в Оренбурге стал пятым в дисциплине 10 км. С результатом 1:05:15 был лучшим на полумарафоне в Кипре.
В 2012 году вновь победил на весеннем чемпионате России по кроссу в Жуковском, выиграл Омский полумарафон-гандикап, где так же проводился чемпионат России в полумарафоне, показал шестой результат на Московском международном марафоне мира (2:15:14).
В 2013 году получил серебро на чемпионате России по марафону в Москве (2:16:19), уступив только Артёму Аплачкину. Будучи студентом, представлял Россию на Универсиаде в Казани — в программе полумарафона пришёл к финишу шестым и тем самым помог своим соотечественникам выиграть бронзовые медали командного зачёта.
В 2014 году финишировал шестым на Волгоградском марафоне памяти Бориса Гришаева (2:20:37), стал вторым на полумарафоне-мемориале Александра Раевича в Новосибирске.
На чемпионате России по марафону 2015 года, прошедшем в рамках Казанского марафона, с результатом 2:16:41 занял пятое место.
В 2016 году был пятым в беге на 10 000 метров на чемпионате России в Чебоксарах.
В 2017 году выиграл серебряную медаль на весеннем чемпионате России по кроссу в Жуковском в дисциплине 8 км, показал четвёртый результат в беге на 10 000 метров на Мемориале братьев Знаменских, одержал победу на Сибирском международном марафоне (2:18:58).
В 2018 году вновь стал серебряным призёром на весеннем кроссовом чемпионате России в Жуковском, снова выиграл Сибирский международный марафон (2:17:03).
На чемпионате России по марафону 2019 года, прошедшем в рамках Казанского марафона, с результатом 2:14:11 пришёл к финишу вторым, пропустив вперёд только Степана Киселёва. Также в этом сезоне в третий раз подряд был лучшим на Сибирском международном марафоне (2:19:56).
В 2021 году на чемпионате России по марафону в Сочи с личным рекордом 2:12:53 превзошёл всех соперников и завоевал золотую медаль.